# Maamingili
Maamingili, manchmal auch Maamigili, ist eine Insel im Süden des Ari-Atolls im Inselstaat Malediven in der Lakkadivensee (Indischer Ozean). Sie gehört zum Verwaltungsatoll Alif Dhaal und hatte 2014 etwa 2077 Einwohner.

## Geographie
Die Insel liegt auf dem südlichen Riffkranz des Atolls. Kaum 200 m westlich liegt die kleine Touristeninsel Dhiffushi.
Auf Maamingili befindet sich der 2014 eröffnete internationale Flughafen Villa International Airport (IATA: VAM ICAO: VRMV) des Ari-Atolls.